# Spellbinder (Gabor Szabo)
| Recensione | Giudizio |
| ---------- | -------- |
| AllMusic   | [ 1 ]    |

Spellbinder è il terzo album discografico di Gabor Szabo, pubblicato dalla casa discografica Impulse! Records nel settembre (o) ottobre del 1966.
L'album contiene una delle canzoni più note del chitarrista ungherese, Gypsy Queen, portata al successo quattro anni dopo dai Santana.

## Tracce
Lato A
1. Spellbinder – 5:26 (Gabor Szabo)
2. Witchcraft – 4:38 (Carolyn Leigh, Cy Coleman)
3. It Was a Very Good Year – 2:45 (Ervin Drake)
4. Gypsy Queen – 5:10 (Gabor Szabo)

Lato B
1. Bang Bang (My Baby Shot Me Down) – 2:28 (Sonny Bono)
2. Cheetah – 4:06 (Gabor Szabo)
3. My Foolish Heart – 5:25 (Ned Washington, Victor Young)
4. Yearning – 2:57 (Gabor Szabo)
5. Autumn Leaves/Speak to Me – 3:42 (Joseph Kosma/Jean Lenoir)

## Musicisti
- Gabor Szabo - chitarra
- Gabor Szabo - voce (brani: Bang Bang (My Baby Shot Me Down) e Yearning)[3]
- Ron Carter - basso
- Chico Hamilton - batteria
- Willie Bobo - percussioni latine
- Victor Pantoja - percussioni latine

Note aggiuntive
- Bob Thiele - produttore
- Registrato il 6 maggio 1966 al Van Gelder Recording Studio di Englewood Cliffs, New Jersey, Stati Uniti
- Rudy Van Gelder - ingegnere delle registrazioni